# Kamitonda
Kamitonda (上富田町?) è una cittadina giapponese della prefettura di Wakayama.